# 植松洋
植松 洋（うえまつ ひろし）は、日本の俳優。所属事務所はCLEOキャリア&スタッフ。

## 出演作品

### テレビ
- 燃えろ!!ロボコン（1999年1月31日 - 2000年1月23日、テレビ朝日） - 安永先生 役
- タイガー＆ドラゴン 第8話（2005年6月3日、TBS） - 刑事 役[1]
- 警部補 矢部謙三 第4話（2010年4月30日、テレビ朝日） - 角倉 役

### 映画
- ぴっぱらん!!（2024年11月1日） - 近藤正幸 役[2]
- ハオト（2025年8月8日）[3]